# Lakshmeshwar, Gokak
Lakshmeshwar là một làng thuộc tehsil Gokak, huyện Belgaum, bang Karnataka, Ấn Độ.